# Браянт (Індіана)
Браянт (англ. Bryant) — місто (англ. town) в США, в окрузі Джей штату Індіана. Населення — 239 осіб (2020).

## Географія
Браянт розташований за координатами 40°32′9″ пн. ш. 84°57′48″ зх. д. / 40.53583° пн. ш. 84.96333° зх. д. (40.535794, -84.963261).  За даними Бюро перепису населення США в 2010 році місто мало площу 0,79 км², уся площа — суходіл.

## Демографія
Згідно з переписом 2010 року, у місті мешкали 252 особи в 99 домогосподарствах у складі 68 родин. Густота населення становила 320 осіб/км².  Було 116 помешкань (147/км²).
Расовий склад населення:
| - 97,2 % — білих - 0,8 % — корінних американців - 0,8 % — азіатів - 0,4 % — чорних або афроамериканців |

До двох чи більше рас належало 0,8 %. Частка іспаномовних становила 2,4 % від усіх жителів.
За віковим діапазоном населення розподілялося таким чином: 24,2 % — особи молодші 18 років, 61,5 % — особи у віці 18—64 років, 14,3 % — особи у віці 65 років та старші. Медіана віку мешканця становила 38,5 року. На 100 осіб жіночої статі у місті припадало 96,9 чоловіків;  на 100 жінок у віці від 18 років та старших — 101,1 чоловіків також старших 18 років.
Середній дохід на одне домашнє господарство  становив 41 616 доларів США (медіана — 40 625), а середній дохід на одну сім'ю — 49 807 доларів (медіана — 47 500). За межею бідності перебувало 15,1 % осіб, у тому числі 9,7 % дітей у віці до 18 років та 6,1 % осіб у віці 65 років та старших.
Цивільне працевлаштоване населення становило 104 особи. Основні галузі зайнятості: виробництво — 39,4 %, мистецтво, розваги та відпочинок — 10,6 %, роздрібна торгівля — 9,6 %, науковці, спеціалісти, менеджери — 9,6 %.